# Entyloma achilleae
Entyloma achilleae Magnus – gatunek podstawczaków należący do rodziny Entylomataceae. Grzyb mikroskopijny, pasożyt krwawników (Achillea).

## Systematyka
Pozycja w klasyfikacji według Index Fungorum: Entyloma, Entylomataceae, Entylomatales, Exobasidiomycetidae, Exobasidiomycetes, Ustilaginomycotina, Basidiomycota, Fungi.
Po raz pierwszy opisał go w 1900 r. Paul Wilhelm Magnus na krwawniku pospolitym w Niemczech. Synonimy:
- Entyloma compositarum var. achilleae (Magnus) Cif. 1963
- Entylomella microstigma (Sacc.) Cif.1959
- Tuberculina microstigma Sacc.1908[3].

## Charakterystyka
Na porażonych liściach krwawnika powoduje powstawanie owalnych, prawie płaskich plam o długości 1–2 mm, początkowo białawo-żółtawych, ostatecznie ciemnobrązowaych. Znajduje się w nich masa zarodników. Zarodniki kuliste lub jajowate, 9 – 13 µm, gładkie złoto-żółte. Listki krwawnika są drobne, spowodowane przez patogena zbrunatnienie listków jest nieznaczne, wskutek czego porażenie jest trudne do zauważenia. Kiełkowanie zarodników oraz sposób zakażania żywiciela nie jest znany.
Znane jest występowanie Entyloma achilleae w niektórych krajach Europy. W Polsce znany był już w 1938 r.. Podano kilka jego stanowisk.
Pasożyt jednodomowy, monofag. Jego żywicielami są: krwawnik pospolity (Achillea millefolium) i krwawnik szlachetny (Achillea nobilis).